# Antoine Arnauld (teologo)
Antoine Arnauld, soprannominato dai contemporanei il Grande Arnauld, per distinguerlo da suo padre (Parigi, 6 febbraio 1612 – Bruxelles, 8 agosto 1694), è stato un teologo, filosofo e matematico francese, uno dei capifila del giansenismo e avversario dei Gesuiti.

## Biografia
Era il ventesimo e più piccolo dei figli di Antoine Arnauld, proveniente da una famiglia di magistrati parigini, fu fratello di Angélique ed Agnès Arnauld, badesse di Port-Royal.
Inizialmente destinato alla carriera forense, decise di studiare invece teologia alla Sorbona. Ivi ottenne i più grandi successi e la sua carriera prometteva d'essere brillante quando l'influenza di Saint-Cyran l'attirò verso il giansenismo. Il suo libro, De la fréquente Communion (1643), fu una tappa fondamentale della diffusione al grande pubblico degli scopi e degli ideali del movimento. In quest'opera sosteneva che la pratica della Comunione frequente fosse contraria alla tradizione della Chiesa primitiva in quanto il sacramento andava inteso come ricompensa per un comportamento virtuoso e non come metodo per accrescere le proprie virtù. Questa pubblicazione gli procurò l'ostilità dichiarata di alcuni gesuiti, i quali uscirono così gravemente sconfitti da questo confronto da dover chiedere perdono in ginocchio e piangendo davanti ad alcuni vescovi.
In questo periodo scrisse anche innumerevoli brochure a favore del giansenismo. Nel 1655 ad un amico di Port Royal, il duca di Liancourt, venne rifiutata la comunione per la sua vicinanza a Port Royal. Arnauld scrisse due lunghe lettere pubbliche in difesa di Port Royal e per protestare per i metodi dell'autorità ecclesiastica. Francois Annat, il gesuita provinciale di Parigi, affermò che in una delle due lettere era contenuta una proposizione giansenista ereticale per cui Arnauld fu cacciato dalla facoltà e dalla società della Sorbona. Ciò costituì lo spunto per le Lettere provinciali di Pascal. Pascal, tuttavia, non poté salvare il suo amico; nel febbraio 1656, Arnauld fu solennemente degradato. Dodici anni dopo, la «Pace clementina» lo riabilitò; egli fu cordialmente ricevuto da Luigi XIV e trattato quasi come un eroe dal popolo.
Si mise allora al lavoro con Pierre Nicole su una grande opera contro i calvinisti: "La perpetuité de la foy de l'eglise catholique touchant l'eucharistie deffendue contre le livre du sieur Claude". Quest'opera di Arnaud e Nicole va oltre il semplice quadro di polemica e contestazione delle argomentazioni del libro di Claude, si propone di essere un trattato esaustivo sull'Eucaristia e i misteri della Santa Messa accumulando testimonianze storiche, in particolare quelle mutuate dalla Chiesa d'Oriente. Arnauld e Nicole, teologi di Port-Royal, divennero i paladini della disputa religiosa contro i protestanti. L'Eucaristia era un punto intoccabile del dogma cattolico; negarla come fecero i protestanti significava mettere in discussione il principio della transustanziazione con il corpo di Cristo e la possibilità della grazia, e smantellare i rituali della messa e la sua necessità. 
Dieci anni dopo, tuttavia, la persecuzione dei giansenisti ricominciò. Arnauld fu costretto a lasciare la Francia verso i Paesi Bassi, per stabilirsi infine a Bruxelles. Passò gli ultimi sedici anni della sua vita a discutere instancabilmente e polemicamente con i gesuiti e ogni tipo di eretici. 

## Teologo, filosofo e matematico
La lena instancabile di Antoine Arnauld è perfettamente visibile nella sua celebre risposta a Nicole", che si lamentava d'essere stanco. «Stanco!» replicò Arnauld, «quando hai tutta l'eternità per riposare?» 
Egli non limitò il suo sforzo al solo studio dei problemi teologici. Arnauld fu uno dei primi ad adottare la filosofia di Cartesio, anche se con certe riserve sul piano dell'ortodossia; e tra il 1683 ed il 1685 intraprese una lunga battaglia con Malebranche sui rapporti tra teologia e metafisica. 
Nell'insieme l'opinione pubblica era dalla parte di Arnauld. Quando Malebranche si lamentò che il suo avversario non lo aveva capito, Boileau lo interruppe dicendo: «Caro signore, chi potrebbe allora secondo voi comprendervi, se il signor Arnauld non vi è riuscito?»
Insieme a Pierre Nicole, fu autore di La Logique ou l'art de penser, opera fondamentale della storia di questa disciplina, segnata dall'influenza del cartesianesimo ed utilizzata come manuale elementare fino al ventesimo secolo. I Commentaria de jure et justitia del giurista e teologo belga Jan Wiggers sul tema del diritto e della giustizia furono oggetto di studio da parte di Arnauld.
Arnauld fu anche considerato uno dei grandi matematici dei suoi tempi; un critico lo chiamò l'Euclide del diciassettesimo secolo. Dopo la sua morte, la sua fama in questo contesto iniziò a scemare. I suoi contemporanei lo ammiravano soprattutto come maestro dei ragionamenti complessi; su questo erano d'accordo Bossuet, il più grande teologo dei suoi tempi e d'Aguesseau, il più grande avvocato. Tuttavia, il suo ardore nel cercare di prevalere ogni volta con le sue argomentazioni, non gli attirò mai le simpatie di nessuno. «Mio malgrado, disse un giorno Arnauld con rammarico, è raro che i miei libri siano brevi».
Ai nostri giorni, il nome di Arnauld sopravvive nel celebre epitaffio che Boileau ha consacrato alla sua memoria:
«Tutti sono d'accordo che nessuno scrittore del diciassettesimo secolo ha avuto uno spirito dallo slancio tanto filosofico e tanto ampio» disse di lui Pierre Larousse.

## Opere principali
I collegamenti rinviano alle versioni numerate dei titoli su Gallica (francese) e google books.
- De la fréquente communion où Les sentimens des pères, des papes et des Conciles, touchant l'usage des sacremens de pénitence et d'Eucharistie, sont fidèlement exposez. Paris: A. Vitré, 1643. Testo in linea:
- (coautore: Pierre Nicole) La perpétuité de la Foy de l'Eglise catholique touchant l'Eucharist. Paris: Charles Savreux, 1669. Testo in linea: 4
- (coautore: Claude Lancelot) Grammaire générale et raisonnée : contenant les fondemens de l'art de parler, expliqués d'une manière claire et naturelle. Paris : Prault fils l'aîné, 1754. Testo in linea:
- La logica di Port Royal (coautore: Pierre Nicole). Titolo originale: "La logique ou L'art de penser : contenant outre les regles communes, plusieurs observations nouvelles, propres à former le jugement". Paris : G. Desprez, 1662. Testo in linea:

## Edizioni
- (LA) De la fréquente communion, Parisiis, Apud Antonium Vitré, Regis, Reginae Regentis, & Cleri Gallicani Typographum, 1647.

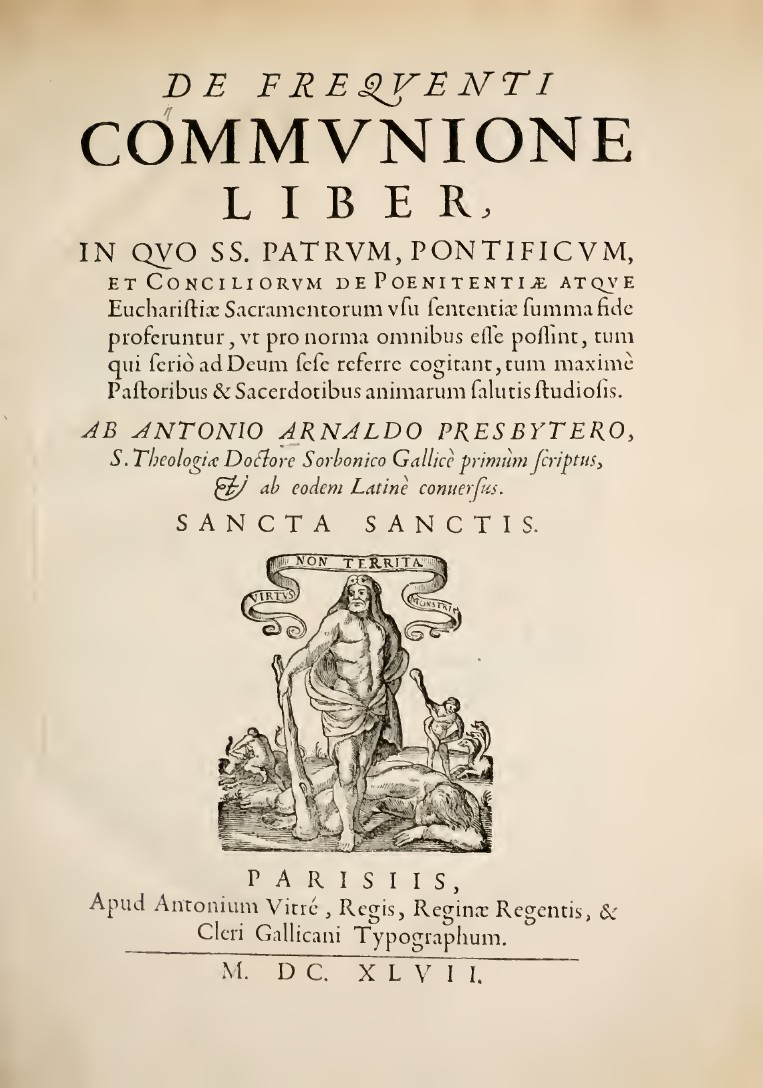
De frequenti communione liber, 1647

- (FR) Grammaire generale et raisonnée, vol. 1, Paris, Pierre Le Petit, 1660.
- (FR) Nouvelle methode pour apprendre facilement et en peu de temps la langue italienne, vol. 2, Paris, Pierre Le Petit, 1660.
  - (FR) Nouvelle methode pour apprendre facilement et en peu de temps la langue espagnole, vol. 3, Paris, Pierre Le Petit, 1660.
- (FR) Grammaire générale et raisonnée, A Paris, chez Durand neveu, libraire, rue Galande, a la Sagesse, 1780.
- (FR) Grammaire générale et raisonnée, Paris, Martin & Masson, Joseph-René Bossange, 1810.
- (FR) Œuvres philosophiques, Paris, L. Hachette, 1843.
- (FR) Logique, Paris, Hachette et C.ie, 1854.